# グアダルーペ・マルティネス
グアダルーペ・マルティネス・グスマン（スペイン語: Guadalupe Martínez Guzmán、1992年4月5日 - ）は、メキシコのプロボクサー。メヒコ州トラルネパントラ・デ・バス出身。元WBC女子世界スーパーフライ級王者。

## 来歴
2012年7月7日、マリア・ムニョス戦でデビューし3-0判定勝利。しかし、次の2戦は連敗。
2012年12月26日、Roxana Alanis戦で6回TKO勝利し連敗ストップ。
2013年4月12日、プロ7戦目でアルゼンチンにてダニエラ・ベルムデスが持つWBA女子世界スーパーフライ級暫定王座に挑戦するが、0-3判定で敗れ王座奪取ならず。
2013年8月17日、アナ・アラゾーラとのWBF女子世界ジュニアフライ級王座決定戦に臨むが、0-3判定でまたしても王座ならず。
2013年12月20日、アルゼンチンにてデボラ・ディオニシウスが持つIBF女子世界スーパーフライ級王座に挑むが、0-3判定で敗れる。
2014年3月3日、後楽園ホールにて柴田直子が持つIBF女子世界ライトフライ級王座に挑むが、0-3判定で敗れる。
2014年8月30日、ペルーにてリンダ・ルッカが持つWBA女子世界スーパーフライ級暫定王座に挑むが、0-3判定負け。
2014年11月13日、アメリカ・ワシントンD.C.にてアバ・ナイトとのWBC女子インターナショナルフライ級王座決定戦に臨むが、0-3h判定で敗れる。
2015年4月24日、Judith Rodriguezが持つWBC女子スーパーフライ級シルバー王座に挑み、3-0判定で勝利し初タイトル獲得
2017年5月13日、ズリーナ・ムニョスが持つWBC女子世界スーパーフライ級王座に挑戦し、3-0判定を制して王座獲得。
2017年9月30日、Carlota Santosを9回TKOで降し初防衛に成功。
2018年2月3日、元WBA女子世界バンタム級王者のイルマ・ガルシアを3-0判定で降し2度目の防衛に成功。
2018年11月24日、元IBF女子世界スーパーバンタム級王者ユリアン・ルナとのノンタイトルを3-0判定で勝利。
2019年4月27日、元2階級王者ジェシカ・チャベスの挑戦を2-1判定で退け3度目の防衛に成功。
2019年12月14日、Debani Balderasの挑戦を3-0判定で退け4度目の防衛に成功。
2020年12月12日、ルーデス・フアレスの挑戦を受けるが、0-3判定で敗れ王座陥落。
2022年9月23日、Mayeli Flores相手に再起戦を行うが、0-2判定で敗れる。
2023年4月28日、Diana Laura Fernandezと対戦するが、0-3判定で敗れ連敗。

## 戦績
- 31戦 19勝(6KO) 12敗

## 獲得タイトル
- WBC女子スーパーフライ級シルバー王座
- WBC女子世界スーパーフライ級王座（防衛4=陥落）